# Karel Dostál-Lutinov
Karel Dostál-Lutinov, v matrice Karl Leonard Dostal, známý též pod pseudonymem Karel Skřivan (22. září 1871 Prostějov – 29. listopadu 1923 Prostějov), byl moravský katolický kněz, básník, spisovatel a překladatel, vůdčí osobnost Katolické moderny.

## Život
Narodil se v rodině Leonarda Dostala (1847/1848) obuvníka v Prostějově a Josefiny Dostalové-Přikrilové (1846–1923). Byl nejstarší, měl osm sourozenců, z nichž se dospělého věku dožily jen dvě sestry: Sofie Hanáková (1877–1949) a Alžběta Čípová (1883).
Karel Dostál-Lutinov vystudoval tzv. „malý seminář“ v Kroměříži (budoucí Arcibiskupské gymnázium), studium dokončil v roce 1890 maturitou na německém státním reálném gymnáziu. Poté úspěšně absolvoval studium teologie na Bohoslovecké fakultě v Olomouci a byl vysvěcen v r. 1894.
Byl nejdříve kaplanem v Loučné nad Desnou (do r. 1948 Vízmberk), potom duchovním správcem polepšovny v Novém Jičíně a ještě později farářem v Prostějově. Dostálův příchod do Prostějova zapadal do koncepce politických vůdců města. Výhrady opozice, jeho volbu, uvedení na místo dne 18. prosince 1904 velmi podrobně popisují Pavel Marek s Ladislavem Soldánem ve své knize na str. 186–187. Jeho fara byla dočasným domovem řady malířů a sochařů. V Prostějově se horlivě zúčastňoval kulturního, společenského i politického života. Začal s vydáváním politického týdeníku Ječmínek s přílohou Orel. Postavil se do čela hnutí části katolického kněžstva nazvaného Katolická moderna (protiváha tehdejší České moderny). Jejich programovým sborníkem byl v roce 1895 literární almanach Pod jedním praporem a programový manifest Niva (1895). Vydával 12 let časopis Nový život (1896–1907), který se stal časopisem Katolické moderny, kolem něhož se seskupila řada pozoruhodných uměleckých osobností (Jindřich Šimon Baar, František Bílek, Julius Zeyer, Zdenka Braunerová, Jano Köhler, Felix Jenewein, Otokar Březina aj.). Brzy pod vlivem přátel (Jan Šrámek, Alois Lang, Josef Svozil aj.) rozšířil svůj zájem i o sociální a politické otázky. Hnutí se postupně transformovalo, vytyčilo církevně reformní a sociální požadavky a dostalo se do souvislostí se snahami a ideami takových evropských katolických modernistů, jakými byli Alfred Loisy, Georges Tyrrell, TJ, Franz Brentano, Romolo Murri (1870–1944), Herman Schell (1850–1906), Albert Josef Maria Erhard (1862–1940), Joris Karl Huysmans, Jules Barbey d´Aurevilly, Franz Xaver Kraus, Giovanni Semeria (1867–1931), aj. Dostál inicioval založení dalších časopisů (Rozvoj, Rozkvět, Mane, Bílý prapor) a prostřednictvím pražského kněze Emila Dlouhého-Pokorného a Jana Šrámka modernistické hnutí propojil s křesťansko-sociálním a křesťansko-demokratickým proudem. Toto rozšíření základny, společně s konstituováním levého křídla modernistů (tzv. rozvojisté) vedlo k radikalizaci církevně reformního hnutí a jeho perzekuci ze strany vysoké církevní hierarchie až k zákazu činnosti.
Dostál patřil, jak zmíněno, mezi protagonisty reformního hnutí a neúspěch těžce nesl, avšak dokázal se s ním vyrovnat. Teprve po letech, zasedání 2. vatikánského koncilu velkou většinu modernistických návrhů přijalo a tím také očistilo hnutí české katolické moderny, práci i památku Karla Dostála-Lutinova. Dostál se jeví jako moderní kněz, který v mnoha ohledech předběhl svou dobu. Jako prostějovský farář horoval např. pro konání bohoslužby v národním jazyce, prakticky usiloval o modernizaci chrámového zpěvu a sakrálního umění. Snažil se prosadit úpravy dobově podmíněných ustanovení v církvi, jejichž výčet obsahují programy českých modernistů. Idea renesance katolicismu vlastně prolínala všechny jeho snahy. Věřil, že její všeobecné pojetí obrodí a pozvedne celou společnost. Přes to nebyl ideálním vzorem duchovního. Dostála v lecčems označujeme za novátora, ale současně jej vidíme i jako reálnou bytost, obyčejného člověka, kněze se všemi lidskými přednostmi a chybami. Šel v životě osamocen, svým způsobem nešťastně pohroužen do své literární práce. Mnohé z toho, co teoreticky hlásal v praxi porušoval a vystavoval se veřejné kritice. Byl člověkem s limity intelektu i vzdělání, které poznamenávaly jeho uměleckou tvorbu i organizační práci. Právě rozpor mezi dobře míněnými činy a jejich problematickým vyzněním z něj dělá kontroverzní osobnost.
V roce 1912 založil uměleckou revui Archa, která přetrvala až do roku 1948. V letech 1919–1923 byl vedoucím Družiny literární a umělecké při Katolické moderně. Do literatury vstoupil ohlasy lidového básnictví namnoze s tendenčními křesťanskými náměty. Překládal z italštiny, angličtiny, latiny a němčiny, vydával náboženskou a uměleckou literaturu.
Veřejně diskutoval o otázkách víry s osobnostmi, jako byl Tomáš Garrigue Masaryk a byl jedním z tahounů nově vznikajícího křesťanského tělovýchovného spolku Orel, který dodnes existuje, a napsal pro něj i hymnu: Hoj, Orli mocných perutí. Na památku svého otce, rodáka z obce Lutín, si zvolil pseudonym Lutinov.

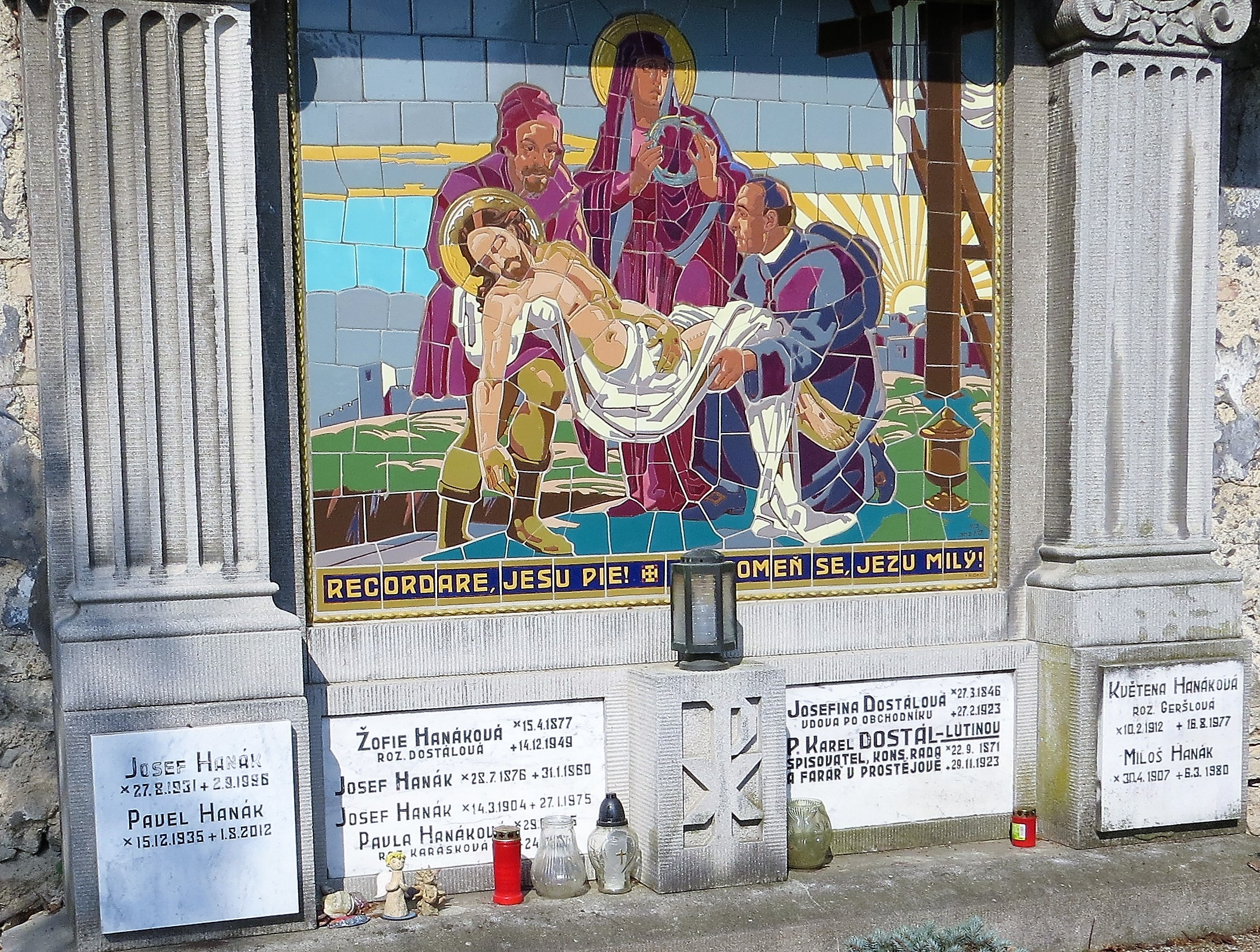
Hrob P. Karla Dostála Lutinova

Zemřel roku 1923 a byl pohřben na Městském hřbitově v Prostějově. Na obrázku náhrobku, který sám koncipoval a pak Jano Köhler realizoval, je zpodobněn vpravo jako Nikodém. Josef z Arimatie má podobu Köhlera.
Po Lutinovovi je v Prostějově pojmenována ulice přilehající ke kostelu Povýšení svatého Kříže.

## Seznam děl

### Básnické sbírky
- Sedmikrásy – Holešov: vlastním nákladem, 1895
- Království boží na zemi: ornamentace Antonína Runié a K. Z. Wellnera – Nový Jičín: Nový život, 1900
- Potulný zpěvák: písně – s dvěma kresbami Mikoláše Alše. Nový Jičín: Nový život, 1902
- Píseň o žních – Prostějov: s. n., 1912
- Ryme a špryme: hanácky obrázke ve verších – Prostějov: Archa, 1912
- Orlí fanfáry: sbírka básní věnovaných organizaci Orel. Prostějov: Archa, 1913
- Osudy: básně – obálka a kresby od Jana Koehlera. Prostějov: Archa, 1913
- Šlehy a něhy: satiry, kontemplace a epigramy – Olomouc: Družina literární a umělecká, 1914
- Vojáčkům do vesty, na cesty, na štěstí, k vítězství – Prostějov: časopis Ječmínek, 1916
- Písně tvorů – Prostějov: Nový život, 1917
- Děti královně máje – Olomouc: Družina ..., 1918
- Květiny: lyrika – Olomouc: Družina ..., 1930[17]
- Tajemná Sfinx: básně – z pozůstalosti autorovy vybral, uspořádal a poznámkami opatřil Oldřich Svozil. Olomouc: Matice cyrilometodějská, 1942

### Překlady
- Píseň o zvonu: Friedrich Schiller; z němčiny (1895)[17]
- Kvítka sv. Františka – z italštiny Karel Dostál-Lutinov a Alma Gelata. Nový Jičín: Nový život, 1902
- Dětství Ježíšovo: duchovní trilogie: libretto – Hector Berlioze; přeložil pro Filharmonickou besedu brněnskou. Prostějov: Nový život, 1906
- Duch Německa: výbor z německé národní poezie – Praha: Československá akciová tiskárna, 1917
- Havran: Edgar Allan Poe – z angličtiny. Prostějov: Archa, 1918
- Obřady. I, Křest. Svátost manželství. Pohřeb dospělého. Pohřeb dítka. Úvod matky. Stříbrná svatba. Te deum. K požehnání. Veni, Sancte Spiritus – z latiny. Olomouc: Jednota duchovenstva arcidiecéze olomoucké, 1920
- Hodinky jitřní – dle latinského vydání. Olomouc: Arcibiskupská knih- a kamenotiskárna, 1921
- Pobožnost Božího těla – Prostějov: Arcibiskupská ..., 1921?

### Hudebniny
- Pochod "Orla" – složil Josef Nešvera. Olomouc: Sušil, 1911
- Velehradská koleda – Prostějov: s. n., 1913
- Modlitba císaře: duet pro soprán a baryton s průvodem varhan – Rudolf Málek. Kutná Hora: Česká hudba, 1916
- Anima Christi! – Jan Malát. Kutná Hora: Česká hudba, 1917
- Hanácky pěsničke: text ze sbírky "Ryme a špryme" pro střední hlas s průvodem klavíru – Antonín Mlčoušek. Bohumín: Osvětový sbor pro Bohumínsko, 1920?
- České Libera: pro jeden hlas s průvodem varhan složil Rudolf Fryčaj – Brno: Oldřich Pazdírek,1923
- Sv. Františka z Assisi: Píseň bratra Slunce: pro vysoký hlas a varhany (klavír) – Klemens Minařík. Brno: Občanská tiskárna, 1927
- Oráč – hudba J. B. Foerstera; slova K. Dostála-Lutinova. Bílá hora – hudba J. B. Foerstera; slova J. V. Sládka — Praha: Ultraphon, 1930–1936
- Lampa; Měsíček: dva ženské sbory – Václav Kopecký; slova K. Dostál-Lutinov a K. V. Rais. Praha: Pěvecká obec československá, 1932
- Kristus; Z památníku; Havířská; Dněpr – J. B. Foerster; slova K. Dostál-Lutinov, J. V. Sládek, J. V. Frič. Praha: Foerstrova společnost, 1939

Dodnes se v ř. k. kostelích zpívá jeho píseň na text i nápěv: Matičko Kristova, klíčnice nebe...

### Jiná díla
- Hodinová pobožnost křížové cesty – jeho zpěvy, texty modliteb dodal Jan Křtitel Pauly. Praha: Václav Kotrba,
- Album sochaře Františka Bílka – Hranice: Nový život, 1897
- Křížová cesta farního chrámu sv. kříže v Prostějově: třináct obrazů (se slovy k řezbám) od Františka Bílka – Prostějov: Nový život, 1900
- Rok a jeho děti: slavnostní hra – upravil. Nový Jičín: s. n., 1901
- Kdo a jak vychovává český klerus – Olomouc: v. n., 1903
- Honza hrdina: libreto k národní opeře – Nový Jičín: Nový život, 1903
- Lutinov contra Juda – Prostějov: v. n., 1906[19]
- Pokladnička pro křesťanskou rodinu – sestavil. Prostějov: v. n., 1908
- Boleslav Jablonský: přednáška. Prostějov: v. n., 1913 [17]
- Otče, Bože, zhřešil jsem před Tebou a nejsem hoden slouti synem Tvým! – sestavil. Prostějov: Archa, 1915
- Popeluška: dramatická pohádka se zpěvy a tanci ve 3 jednáních – s ilustracemi K. Z. Wellnera. Prostějov: Archa, 1917
- Dante a Češi: k 600letému výročí úmrtí největšího křesťanského pěvce – obálku maloval J. Köhler. Olomouc: Družina ..., 1921
- Hovory dne: souhrn publicistických prací (1918–1923) – Brno: časopis Den, 1923–1924
- Památka na svěcení zvonů v kostele sv. Cyrila a Metoděje v Prostějově dne 12. září 1926 – Prostějov: Václav Horák, 1926
- Ve mlýně světa: kniha veršů, modliteb a vzdechů z válečných let 1914–1919 – Praha: Družina ..., 1934

### Korespondence
- Přátelství básníků: sborník vzájemné korespondence s Juliem Zeyerem a Otokarem Březinou – podle rukopisné edice Oldřicha Svozila zpracoval Stanislav Batůšek. Brno: Host, 1997
- "Jsem disgustován-": vzájemná korespondence Sigismunda Ludvíka Boušky a Karla Dostála-Lutinova – rukopis připravil O. Svozil; editor Pavel Marek. Olomouc: Univerzita Palackého: 2002
- Korespondence Katolické moderny: dopisy Františka Bílka a Karla Dostála-Lutinova z let 1896–1923 – editoři Štěpán Kohout, Pavel Marek, Oldřich Svozil. Rosice: Gloria, 2007
- Korespondence Katolické moderny: dopisy Beneše Metoda Kuldy, Julia Zeyera, Josefa Floriana a Karla Dostála-Lutinova z let 1894–1907 – editoři Štěpán Kohout, Pavel Marek a Oldřich Svozil: Rosice: Gloria, 2009
- Korespondence Katolické moderny: dopisy Jana Köhlera a Karla Dostála-Lutinova z let 1902–1923 – editoři Stanislav Batůšek ... . Rosice: Gloria, 2010
- Korespondence Katolické moderny: dopisy Jindřicha Šimona Baara a Karla Dostála-Lutinova z let 1896–1917 – editoři Štěpán Kohout, Pavel Marek, Oldřich Svozil. Olomouc: Univerzita Palackého, 2011

P. František Starý (1874–1961) prostějovský kněz v tehdejší době vítá ve svém dopise P. Dostála slovy: „Povýšil jste znamenitě…Krásné město a naše, české. Tam budete míti nové pole působnosti a naše Moderna mravně i hmotně bude posílena, nezmění-li svých zásad a svého směru…Skoro se o Vás bojím, aby různé vlivy Vás nám neodcizily, abyste se nezřekl svých snah…O důvěře, že zůstanete dále starým modernistou, které občanstvo prostějovské jen po zásluze odměnilo za minulé ústrky a boje, přeji Vám, …aby i naše c. k. církev trochu omladila a pronikla zásadami cyrilometodějskými.“